# Saint Vincent Passage
Saint Vincent Passage är ett sund mellan Saint Lucia och Saint Vincent.